# 許鼎九
許 鼎九（ホ・ジョング、朝鮮語: 허정구、1911年8月6日 - 1999年9月23日）は、三養通商の会長と、サムスン物産の初代社長を務めた大韓民国の起業家。本貫は金海許氏。

## 生涯
慶尚南道晋州市に生まれた。1936年普成専門学校法科を卒業し、1952年に第一製糖専務、1958年サムスン物産社長を経て、1957年に創業した三養通商の社長を1961年から務めた。
1962年にボクシング協会、1970年にプロゴルフ協会、1983年にアジア太平洋アマチュアゴルフ協会会長を務めた。

## 受賞
- 体育勲章麒麟章

## 家族
- 祖父：許駿（ホ・ジュン、1844 - 1932）
  - 父：許萬正（ホ・マンジョン、1897 - 1952）
  - 母：ハ・ウィジョン
    - 弟：許学九（ホ・ハクグ、LG電線副会長）[2]
    - 弟：許準九（ホ・ジュング、1923年 - 2002年、LG建設名誉会長）[2]
    - 弟：許愼九（ホ・シング、1929年 - 2017年、GSリテール名誉会長）
    - 弟：許完九（ホ・ワング、1936年 - 2017年、スンサン会長）[3]
    - 弟：許承孝（ホ・スンヒョ、1944年 - アルト会長）[4]
    - 弟：許承杓（ホ・スンピョ、1946年 - ピープルワークス会長）
    - 弟：許承祖（ホ・スンジョ、1950年 - GSリテール社長）
    - 義理の兄弟：李源振（イ・ウォンジン、1932年） - 前東洋セメント社長。
      - 長男：許南珏（ホ・ナムガク、1938年 - 2025年） - 三養通商会長
      - 長女：碧山グループ会長キム・ヒチョル（金仁得前碧山グループ名誉会長の息子[5]）と結婚。
      - 次男：許東秀（ホ・ドンス、1943年 - ） - GSカルテックス会長
      - 三男：許光秀（ホ・グァンス、1946年 - ） - 三養インターナショナル会長。妻は元外務部長官の金東祚の三女。長女は朝鮮日報社長の方相勲（朝鮮語版）の長男と、長男は中央日報会長の洪錫炫の娘とそれぞれ結婚した[6]。